# Michael Wheeler
Mike Wheeler, született Michael Keith Wheeler (Watford, 1935. február 14. – 2020. január 15.) olimpiai bronzérmes brit atléta, futó.

## Pályafutása
Részt vett az 1956-os melbourne-i olimpián, ahol 4 × 400 méteren Peter Higgins-szel, John Salisbury-val és Derek Johnsonnal bronzérmet szerzett.

## Sikerei, díjai
- Olimpiai játékok
  - bronzérmes: 1956, Melbourne (4 × 400 m)